# 山仲剛太
山仲 剛太（やまなか ごうた）は、日本の漫画家。

## 経歴・人物
- サッカー漫画「ジンクス」で『週刊少年サンデー』（小学館）の月例賞であるまんがカレッジで努力賞を受賞。その後サッカー漫画の読切を経て、サッカー漫画「闘莉王物語」の短期集中連載をした。
- 2011年、『週刊少年サンデーS』にて「クックドッポ」（原作：魚柄仁之助）を連載。
- 2015年、『週刊少年サンデー』にて「アンペア」（原作：堀 祐介）を連載。

## 受賞歴
- ジンクス（まんがカレッジ 2008年2月期 努力賞）

## 作品

### 連載
- 闘莉王物語（原作・取材：工藤晋、クラブサンデー 2010年4月23日 - 2010年05月18日、短期集中連載）※1話のみ『週刊少年サンデー』に先行掲載
- クックドッポ（原作：魚柄仁之助、週刊少年サンデーS 2011年7月号 - 2012年11月号）
- アンペア（原作：堀祐介、週刊少年サンデー 2015年27号 - 2016年2号）

### 読切
- GOAL RUSH（週刊少年サンデー超2009年12月25日）